# Lista di asteroidi (407001-408000)
Di seguito una lista di asteroidi dal numero 407001 al 408000 con data di scoperta e scopritore.

## 407001-407100
| Nome               | Designazione provvisoria | Data di scoperta  | Scopritore           |
| ------------------ | ------------------------ | ----------------- | -------------------- |
| 407001 -           | 2009 RF58                | 15 settembre 2009 | Spacewatch           |
| 407002 -           | 2009 RS58                | 15 settembre 2009 | Spacewatch           |
| 407003 -           | 2009 RF59                | 15 settembre 2009 | Spacewatch           |
| 407004 -           | 2009 RH62                | 15 settembre 2009 | Spacewatch           |
| 407005 -           | 2009 RT65                | 15 settembre 2009 | Spacewatch           |
| 407006 -           | 2009 RS72                | 15 settembre 2009 | Spacewatch           |
| 407007 -           | 2009 RT73                | 15 settembre 2009 | Spacewatch           |
| 407008 -           | 2009 RD74                | 15 settembre 2009 | Spacewatch           |
| 407009 -           | 2009 RZ75                | 15 settembre 2009 | Spacewatch           |
| 407010 -           | 2009 SV5                 | 16 settembre 2009 | Spacewatch           |
| 407011 -           | 2009 SZ5                 | 16 settembre 2009 | Spacewatch           |
| 407012 -           | 2009 SW14                | 18 settembre 2009 | BATTeRS              |
| 407013 -           | 2009 SZ14                | 19 settembre 2009 | CSS                  |
| 407014 -           | 2009 SP15                | 19 settembre 2009 | BATTeRS              |
| 407015 -           | 2009 SL20                | 22 settembre 2009 | Kocher, P.           |
| 407016 Danielerdag | 2009 SZ21                | 18 settembre 2009 | Kryachko, T. V.      |
| 407017 -           | 2009 SC25                | 17 agosto 2009    | Spacewatch           |
| 407018 -           | 2009 SK26                | 16 settembre 2009 | Spacewatch           |
| 407019 -           | 2009 SH27                | 20 aprile 2007    | Spacewatch           |
| 407020 -           | 2009 SA28                | 16 settembre 2009 | Spacewatch           |
| 407021 -           | 2009 SN35                | 16 settembre 2009 | Spacewatch           |
| 407022 -           | 2009 SR37                | 16 settembre 2009 | Spacewatch           |
| 407023 -           | 2009 SG40                | 16 settembre 2009 | Spacewatch           |
| 407024 -           | 2009 SL40                | 16 settembre 2009 | Spacewatch           |
| 407025 -           | 2009 SS40                | 16 settembre 2009 | Spacewatch           |
| 407026 -           | 2009 SK43                | 16 settembre 2009 | Spacewatch           |
| 407027 -           | 2009 SG44                | 16 settembre 2009 | Spacewatch           |
| 407028 -           | 2009 SV46                | 16 settembre 2009 | Spacewatch           |
| 407029 -           | 2009 SR47                | 16 settembre 2009 | Spacewatch           |
| 407030 -           | 2009 ST51                | 17 settembre 2009 | Mt. Lemmon Survey    |
| 407031 -           | 2009 SW53                | 17 settembre 2009 | Spacewatch           |
| 407032 -           | 2009 ST54                | 17 settembre 2009 | Mt. Lemmon Survey    |
| 407033 -           | 2009 SC56                | 17 settembre 2009 | Spacewatch           |
| 407034 -           | 2009 SY64                | 17 settembre 2009 | Mt. Lemmon Survey    |
| 407035 -           | 2009 SA69                | 17 settembre 2009 | Spacewatch           |
| 407036 -           | 2009 SM72                | 17 settembre 2009 | Mt. Lemmon Survey    |
| 407037 -           | 2009 SQ72                | 17 settembre 2009 | Mt. Lemmon Survey    |
| 407038 -           | 2009 SL81                | 15 agosto 2009    | Spacewatch           |
| 407039 -           | 2009 SX94                | 19 settembre 2009 | Mt. Lemmon Survey    |
| 407040 -           | 2009 SD98                | 20 settembre 2009 | Spacewatch           |
| 407041 -           | 2009 SQ99                | 20 settembre 2009 | Nevski, V.           |
| 407042 -           | 2009 SF102               | 21 settembre 2009 | Mt. Lemmon Survey    |
| 407043 -           | 2009 SM107               | 16 settembre 2009 | Spacewatch           |
| 407044 -           | 2009 SM110               | 9 aprile 1996     | Spacewatch           |
| 407045 -           | 2009 SU110               | 18 settembre 2009 | Bickel, W.           |
| 407046 -           | 2009 SG111               | 8 ottobre 2004    | Spacewatch           |
| 407047 -           | 2009 SP111               | 18 aprile 2007    | Spacewatch           |
| 407048 -           | 2009 SM113               | 18 settembre 2009 | Spacewatch           |
| 407049 -           | 2009 SR123               | 18 settembre 2009 | Spacewatch           |
| 407050 -           | 2009 SF132               | 18 settembre 2009 | Spacewatch           |
| 407051 -           | 2009 SL133               | 2 febbraio 2006   | Spacewatch           |
| 407052 -           | 2009 SZ133               | 18 settembre 2009 | Spacewatch           |
| 407053 -           | 2009 SY136               | 18 settembre 2009 | Spacewatch           |
| 407054 -           | 2009 SR137               | 18 settembre 2009 | Spacewatch           |
| 407055 -           | 2009 SR138               | 18 settembre 2009 | Spacewatch           |
| 407056 -           | 2009 SY143               | 19 settembre 2009 | Spacewatch           |
| 407057 -           | 2009 SA145               | 19 settembre 2009 | Mt. Lemmon Survey    |
| 407058 -           | 2009 SF151               | 17 novembre 2004  | CINEOS               |
| 407059 -           | 2009 SP152               | 20 settembre 2009 | Mt. Lemmon Survey    |
| 407060 -           | 2009 SK154               | 20 settembre 2009 | Spacewatch           |
| 407061 -           | 2009 SJ157               | 20 settembre 2009 | Spacewatch           |
| 407062 -           | 2009 SV164               | 21 settembre 2009 | Spacewatch           |
| 407063 -           | 2009 SB165               | 21 settembre 2009 | Spacewatch           |
| 407064 -           | 2009 SO166               | 22 settembre 2009 | Mt. Lemmon Survey    |
| 407065 -           | 2009 SC167               | 23 settembre 2009 | Spacewatch           |
| 407066 -           | 2009 SA169               | 6 gennaio 2006    | LONEOS               |
| 407067 -           | 2009 SF169               | 14 agosto 2004    | CINEOS               |
| 407068 -           | 2009 SF173               | 18 settembre 2009 | Spacewatch           |
| 407069 -           | 2009 SV183               | 21 settembre 2009 | Spacewatch           |
| 407070 -           | 2009 SH192               | 22 settembre 2009 | Spacewatch           |
| 407071 -           | 2009 SK192               | 9 marzo 2007      | Spacewatch           |
| 407072 -           | 2009 SM194               | 12 settembre 2009 | Spacewatch           |
| 407073 -           | 2009 SV197               | 12 marzo 2007     | Spacewatch           |
| 407074 -           | 2009 SY197               | 22 settembre 2009 | Spacewatch           |
| 407075 -           | 2009 SV198               | 22 settembre 2009 | Spacewatch           |
| 407076 -           | 2009 SV205               | 16 aprile 2007    | Mt. Lemmon Survey    |
| 407077 -           | 2009 SM207               | 15 settembre 2009 | Spacewatch           |
| 407078 -           | 2009 SN208               | 23 settembre 2009 | Spacewatch           |
| 407079 -           | 2009 SX211               | 23 settembre 2009 | Spacewatch           |
| 407080 -           | 2009 SE216               | 24 settembre 2009 | Spacewatch           |
| 407081 -           | 2009 SH217               | 24 settembre 2009 | Spacewatch           |
| 407082 -           | 2009 SL222               | 25 settembre 2009 | Mt. Lemmon Survey    |
| 407083 -           | 2009 ST228               | 15 agosto 2009    | Spacewatch           |
| 407084 -           | 2009 SV234               | 31 luglio 2009    | CSS                  |
| 407085 -           | 2009 SZ244               | 19 settembre 2009 | Spacewatch           |
| 407086 -           | 2009 SO254               | 23 settembre 2009 | Spacewatch           |
| 407087 -           | 2009 ST254               | 17 settembre 2009 | Spacewatch           |
| 407088 -           | 2009 SG255               | 16 settembre 2009 | Siding Spring Survey |
| 407089 -           | 2009 SH259               | 18 agosto 2009    | Spacewatch           |
| 407090 -           | 2009 SZ259               | 13 settembre 2004 | Spacewatch           |
| 407091 -           | 2009 SF264               | 23 settembre 2009 | Mt. Lemmon Survey    |
| 407092 -           | 2009 SF268               | 24 settembre 2009 | Spacewatch           |
| 407093 -           | 2009 SN273               | 21 febbraio 2007  | Mt. Lemmon Survey    |
| 407094 -           | 2009 SB274               | 25 settembre 2009 | Spacewatch           |
| 407095 -           | 2009 SB275               | 25 settembre 2009 | Spacewatch           |
| 407096 -           | 2009 SE276               | 25 settembre 2009 | Spacewatch           |
| 407097 -           | 2009 SW280               | 17 settembre 2009 | Spacewatch           |
| 407098 -           | 2009 SY280               | 25 settembre 2009 | Spacewatch           |
| 407099 -           | 2009 SY282               | 25 settembre 2009 | Spacewatch           |
| 407100 -           | 2009 SY283               | 17 settembre 2009 | Spacewatch           |

## 407101-407200
| Nome     | Designazione provvisoria | Data di scoperta  | Scopritore                        |
| -------- | ------------------------ | ----------------- | --------------------------------- |
| 407101 - | 2009 SL284               | 25 settembre 2009 | CSS                               |
| 407102 - | 2009 SO285               | 27 agosto 2009    | Spacewatch                        |
| 407103 - | 2009 SF287               | 25 settembre 2009 | Spacewatch                        |
| 407104 - | 2009 SK287               | 25 settembre 2009 | Spacewatch                        |
| 407105 - | 2009 SJ288               | 25 settembre 2009 | Spacewatch                        |
| 407106 - | 2009 SY288               | 18 settembre 2009 | Spacewatch                        |
| 407107 - | 2009 SR289               | 25 settembre 2009 | Spacewatch                        |
| 407108 - | 2009 SS292               | 26 settembre 2009 | Spacewatch                        |
| 407109 - | 2009 SS294               | 27 settembre 2009 | CSS                               |
| 407110 - | 2009 SY297               | 28 settembre 2009 | Mt. Lemmon Survey                 |
| 407111 - | 2009 SN299               | 29 settembre 2009 | Mt. Lemmon Survey                 |
| 407112 - | 2009 SX300               | 16 settembre 2009 | Spacewatch                        |
| 407113 - | 2009 SM304               | 31 luglio 2009    | Spacewatch                        |
| 407114 - | 2009 SZ304               | 17 settembre 2009 | Spacewatch                        |
| 407115 - | 2009 SA307               | 17 settembre 2009 | Spacewatch                        |
| 407116 - | 2009 SC308               | 17 settembre 2009 | Mt. Lemmon Survey                 |
| 407117 - | 2009 SL308               | 27 agosto 2009    | Spacewatch                        |
| 407118 - | 2009 SE317               | 28 agosto 2009    | Spacewatch                        |
| 407119 - | 2009 SY317               | 20 settembre 2009 | Spacewatch                        |
| 407120 - | 2009 SO326               | 30 settembre 2009 | Mt. Lemmon Survey                 |
| 407121 - | 2009 SW326               | 18 settembre 2009 | CSS                               |
| 407122 - | 2009 SD327               | 28 settembre 2009 | CSS                               |
| 407123 - | 2009 SH328               | 26 settembre 2009 | Spacewatch                        |
| 407124 - | 2009 SA329               | 16 settembre 2009 | CSS                               |
| 407125 - | 2009 SO334               | 25 settembre 2009 | CSS                               |
| 407126 - | 2009 SH340               | 20 settembre 2009 | Spacewatch                        |
| 407127 - | 2009 SO340               | 20 settembre 2009 | Spacewatch                        |
| 407128 - | 2009 SC342               | 16 settembre 2009 | Spacewatch                        |
| 407129 - | 2009 SL350               | 23 settembre 2009 | Mt. Lemmon Survey                 |
| 407130 - | 2009 SO350               | 26 settembre 2009 | Spacewatch                        |
| 407131 - | 2009 SH355               | 18 settembre 2009 | Mt. Lemmon Survey                 |
| 407132 - | 2009 SH357               | 21 settembre 2009 | Mt. Lemmon Survey                 |
| 407133 - | 2009 SF359               | 21 settembre 2009 | Mt. Lemmon Survey                 |
| 407134 - | 2009 SF362               | 20 settembre 2009 | Mt. Lemmon Survey                 |
| 407135 - | 2009 SJ362               | 21 settembre 2009 | Mt. Lemmon Survey                 |
| 407136 - | 2009 SD363               | 17 agosto 2009    | Spacewatch                        |
| 407137 - | 2009 SH363               | 16 settembre 2009 | Spacewatch                        |
| 407138 - | 2009 SW366               | 13 ottobre 2004   | Spacewatch                        |
| 407139 - | 2009 TD2                 | 11 ottobre 2009   | Astronomical Research Observatory |
| 407140 - | 2009 TN4                 | 2 ottobre 2009    | Mt. Lemmon Survey                 |
| 407141 - | 2009 TG6                 | 12 ottobre 2009   | Mt. Lemmon Survey                 |
| 407142 - | 2009 TO10                | 7 ottobre 2004    | LONEOS                            |
| 407143 - | 2009 TJ11                | 13 ottobre 2009   | Bickel, W.                        |
| 407144 - | 2009 TB15                | 27 settembre 2009 | Mt. Lemmon Survey                 |
| 407145 - | 2009 TP28                | 16 settembre 2009 | Spacewatch                        |
| 407146 - | 2009 TK32                | 22 settembre 2009 | Mt. Lemmon Survey                 |
| 407147 - | 2009 TL34                | 11 ottobre 2009   | OAM                               |
| 407148 - | 2009 TK35                | 16 settembre 2009 | Mt. Lemmon Survey                 |
| 407149 - | 2009 TE36                | 14 ottobre 2009   | CSS                               |
| 407150 - | 2009 TW38                | 2 ottobre 2009    | Mt. Lemmon Survey                 |
| 407151 - | 2009 TD39                | 15 ottobre 2009   | CSS                               |
| 407152 - | 2009 TF41                | 29 settembre 2009 | Mt. Lemmon Survey                 |
| 407153 - | 2009 TW44                | 15 ottobre 2009   | CSS                               |
| 407154 - | 2009 UH2                 | 18 ottobre 2009   | Chestnov, D., Novichonok, A.      |
| 407155 - | 2009 UY4                 | 28 settembre 2009 | Mt. Lemmon Survey                 |
| 407156 - | 2009 UP6                 | 16 ottobre 2009   | Mt. Lemmon Survey                 |
| 407157 - | 2009 UG7                 | 16 ottobre 2009   | Mt. Lemmon Survey                 |
| 407158 - | 2009 UY7                 | 16 ottobre 2009   | Mt. Lemmon Survey                 |
| 407159 - | 2009 UQ18                | 19 ottobre 2009   | Karge, S., Kling, R.              |
| 407160 - | 2009 UX21                | 14 aprile 2007    | Mt. Lemmon Survey                 |
| 407161 - | 2009 UM25                | 18 ottobre 2009   | Mt. Lemmon Survey                 |
| 407162 - | 2009 UM26                | 21 ottobre 2009   | CSS                               |
| 407163 - | 2009 UT26                | 21 ottobre 2009   | CSS                               |
| 407164 - | 2009 UK29                | 18 ottobre 2009   | Mt. Lemmon Survey                 |
| 407165 - | 2009 UN30                | 18 ottobre 2009   | Mt. Lemmon Survey                 |
| 407166 - | 2009 UR34                | 27 settembre 2009 | Mt. Lemmon Survey                 |
| 407167 - | 2009 UA37                | 11 ottobre 2009   | Mt. Lemmon Survey                 |
| 407168 - | 2009 UH37                | 22 ottobre 2009   | Mt. Lemmon Survey                 |
| 407169 - | 2009 UU42                | 20 ottobre 1998   | Spacewatch                        |
| 407170 - | 2009 UU46                | 18 ottobre 2009   | Mt. Lemmon Survey                 |
| 407171 - | 2009 UC50                | 22 ottobre 2009   | Mt. Lemmon Survey                 |
| 407172 - | 2009 UW50                | 21 settembre 2009 | Mt. Lemmon Survey                 |
| 407173 - | 2009 UJ59                | 21 settembre 2009 | Mt. Lemmon Survey                 |
| 407174 - | 2009 UP59                | 27 settembre 2009 | Mt. Lemmon Survey                 |
| 407175 - | 2009 UY61                | 17 ottobre 2009   | Mt. Lemmon Survey                 |
| 407176 - | 2009 UD62                | 17 ottobre 2009   | Mt. Lemmon Survey                 |
| 407177 - | 2009 UW62                | 21 settembre 2009 | Spacewatch                        |
| 407178 - | 2009 UE63                | 17 settembre 2009 | Spacewatch                        |
| 407179 - | 2009 UQ67                | 29 settembre 2009 | Spacewatch                        |
| 407180 - | 2009 UN70                | 23 gennaio 2006   | Mt. Lemmon Survey                 |
| 407181 - | 2009 UR81                | 22 ottobre 2009   | Mt. Lemmon Survey                 |
| 407182 - | 2009 UB83                | 23 ottobre 2009   | Mt. Lemmon Survey                 |
| 407183 - | 2009 UN85                | 6 giugno 2008     | Spacewatch                        |
| 407184 - | 2009 UR86                | 24 ottobre 2009   | CSS                               |
| 407185 - | 2009 UV86                | 24 ottobre 2009   | Spacewatch                        |
| 407186 - | 2009 UJ94                | 21 ottobre 2009   | CSS                               |
| 407187 - | 2009 UM94                | 17 settembre 2009 | Mt. Lemmon Survey                 |
| 407188 - | 2009 UR97                | 14 ottobre 2009   | CSS                               |
| 407189 - | 2009 US98                | 23 ottobre 2009   | Mt. Lemmon Survey                 |
| 407190 - | 2009 UV115               | 12 settembre 2009 | Spacewatch                        |
| 407191 - | 2009 UY116               | 22 ottobre 2009   | Mt. Lemmon Survey                 |
| 407192 - | 2009 US117               | 22 ottobre 2009   | Mt. Lemmon Survey                 |
| 407193 - | 2009 UH118               | 23 ottobre 2009   | Mt. Lemmon Survey                 |
| 407194 - | 2009 UW118               | 18 settembre 2009 | Spacewatch                        |
| 407195 - | 2009 UA121               | 24 ottobre 2009   | Spacewatch                        |
| 407196 - | 2009 UG122               | 26 ottobre 2009   | Mt. Lemmon Survey                 |
| 407197 - | 2009 UX129               | 27 ottobre 2009   | OAM                               |
| 407198 - | 2009 UG132               | 28 settembre 2009 | CSS                               |
| 407199 - | 2009 UW136               | 25 ottobre 2009   | CSS                               |
| 407200 - | 2009 UF137               | 28 ottobre 2009   | OAM                               |

## 407201-407300
| Nome            | Designazione provvisoria | Data di scoperta  | Scopritore                   |
| --------------- | ------------------------ | ----------------- | ---------------------------- |
| 407201 -        | 2009 UU142               | 18 ottobre 2009   | Mt. Lemmon Survey            |
| 407202 -        | 2009 UR143               | 16 ottobre 2003   | Spacewatch                   |
| 407203 -        | 2009 UU149               | 26 ottobre 2009   | Mt. Lemmon Survey            |
| 407204 -        | 2009 UQ150               | 18 ottobre 2009   | Mt. Lemmon Survey            |
| 407205 -        | 2009 UY150               | 23 ottobre 2009   | Spacewatch                   |
| 407206 -        | 2009 UD153               | 24 ottobre 2009   | Mt. Lemmon Survey            |
| 407207 -        | 2009 UK154               | 22 ottobre 2009   | BATTeRS                      |
| 407208 -        | 2009 VR1                 | 9 novembre 2009   | Molnar, L. A.                |
| 407209 -        | 2009 VA2                 | 9 novembre 2009   | LINEAR                       |
| 407210 -        | 2009 VS2                 | 9 novembre 2009   | LINEAR                       |
| 407211 -        | 2009 VF8                 | 8 novembre 2009   | CSS                          |
| 407212 -        | 2009 VD16                | 8 novembre 2009   | Mt. Lemmon Survey            |
| 407213 -        | 2009 VY18                | 9 novembre 2009   | Spacewatch                   |
| 407214 -        | 2009 VV39                | 11 novembre 2009  | Spacewatch                   |
| 407215 -        | 2009 VV42                | 21 ottobre 2009   | CSS                          |
| 407216 -        | 2009 VP63                | 8 novembre 2009   | Spacewatch                   |
| 407217 -        | 2009 VO73                | 25 marzo 2006     | Spacewatch                   |
| 407218 -        | 2009 VA74                | 11 novembre 2009  | Mt. Lemmon Survey            |
| 407219 -        | 2009 VW74                | 11 novembre 2009  | Mt. Lemmon Survey            |
| 407220 -        | 2009 VM78                | 9 novembre 2009   | CSS                          |
| 407221 -        | 2009 VQ85                | 10 novembre 2009  | Spacewatch                   |
| 407222 -        | 2009 VU87                | 15 gennaio 2005   | Spacewatch                   |
| 407223 -        | 2009 VY92                | 15 novembre 2009  | CSS                          |
| 407224 -        | 2009 VB93                | 8 novembre 2009   | CSS                          |
| 407225 -        | 2009 VZ95                | 22 ottobre 2009   | Mt. Lemmon Survey            |
| 407226 -        | 2009 VQ106               | 9 novembre 2009   | CSS                          |
| 407227 -        | 2009 WH9                 | 18 gennaio 2005   | Spacewatch                   |
| 407228 -        | 2009 WY10                | 20 novembre 2009  | Chestnov, D., Novichonok, A. |
| 407229 -        | 2009 WS19                | 17 novembre 2009  | Mt. Lemmon Survey            |
| 407230 -        | 2009 WZ24                | 21 novembre 2009  | Lowe, A.                     |
| 407231 -        | 2009 WA25                | 21 novembre 2009  | Chestnov, D., Novichonok, A. |
| 407232 -        | 2009 WL35                | 17 novembre 2009  | Spacewatch                   |
| 407233 -        | 2009 WU43                | 17 novembre 2009  | Mt. Lemmon Survey            |
| 407234 -        | 2009 WM51                | 9 novembre 2009   | Spacewatch                   |
| 407235 -        | 2009 WO53                | 16 novembre 2009  | LINEAR                       |
| 407236 -        | 2009 WR69                | 18 novembre 2009  | Spacewatch                   |
| 407237 -        | 2009 WW81                | 18 novembre 2009  | OAM                          |
| 407238 -        | 2009 WY84                | 28 settembre 2003 | Spacewatch                   |
| 407239 -        | 2009 WZ95                | 20 novembre 2009  | Mt. Lemmon Survey            |
| 407240 -        | 2009 WP98                | 21 novembre 2009  | Spacewatch                   |
| 407241 -        | 2009 WO99                | 18 ottobre 2009   | Mt. Lemmon Survey            |
| 407242 -        | 2009 WD100               | 21 novembre 2009  | Spacewatch                   |
| 407243 Krapivin | 2009 WQ100               | 21 novembre 2009  | Kryachko, T. V.              |
| 407244 -        | 2009 WN104               | 20 novembre 2009  | OAM                          |
| 407245 -        | 2009 WL157               | 20 novembre 2009  | Mt. Lemmon Survey            |
| 407246 -        | 2009 WK164               | 21 novembre 2009  | Spacewatch                   |
| 407247 -        | 2009 WE168               | 9 novembre 2009   | Mt. Lemmon Survey            |
| 407248 -        | 2009 WB185               | 24 novembre 2009  | OAM                          |
| 407249 -        | 2009 WG187               | 16 settembre 2003 | Spacewatch                   |
| 407250 -        | 2009 WK200               | 19 gennaio 2005   | Spacewatch                   |
| 407251 -        | 2009 WD217               | 23 ottobre 2009   | Spacewatch                   |
| 407252 -        | 2009 WA221               | 16 novembre 2009  | Mt. Lemmon Survey            |
| 407253 -        | 2009 WK234               | 14 settembre 2009 | Spacewatch                   |
| 407254 -        | 2009 WC261               | 16 novembre 2009  | LINEAR                       |
| 407255 -        | 2010 AB57                | 1º novembre 2006  | CSS                          |
| 407256 -        | 2010 AG72                | 13 gennaio 2010   | Mt. Lemmon Survey            |
| 407257 -        | 2010 AX104               | 29 settembre 2009 | Mt. Lemmon Survey            |
| 407258 -        | 2010 AU117               | 2 ottobre 2009    | Mt. Lemmon Survey            |
| 407259 -        | 2010 AS137               | 1º ottobre 2009   | Mt. Lemmon Survey            |
| 407260 -        | 2010 BP1                 | 18 gennaio 2010   | Kugel, F.                    |
| 407261 -        | 2010 BQ3                 | 21 gennaio 2010   | Micheli, M.                  |
| 407262 -        | 2010 BX37                | 14 gennaio 2010   | Mt. Lemmon Survey            |
| 407263 -        | 2010 BM55                | 26 agosto 2009    | CSS                          |
| 407264 -        | 2010 BM61                | 9 maggio 2007     | Mt. Lemmon Survey            |
| 407265 -        | 2010 CN35                | 14 marzo 2007     | Mt. Lemmon Survey            |
| 407266 -        | 2010 CB43                | 9 febbraio 2010   | Spacewatch                   |
| 407267 -        | 2010 CW54                | 14 febbraio 2010  | WISE                         |
| 407268 -        | 2010 CX65                | 9 febbraio 2010   | CSS                          |
| 407269 -        | 2010 CO145               | 18 dicembre 2003  | LINEAR                       |
| 407270 -        | 2010 CK147               | 13 febbraio 2010  | CSS                          |
| 407271 -        | 2010 CZ237               | 29 settembre 2009 | Mt. Lemmon Survey            |
| 407272 -        | 2010 DQ25                | 20 febbraio 2010  | WISE                         |
| 407273 -        | 2010 DU73                | 28 febbraio 2010  | WISE                         |
| 407274 -        | 2010 EC80                | 12 marzo 2010     | Mt. Lemmon Survey            |
| 407275 -        | 2010 FS5                 | 17 marzo 2010     | Spacewatch                   |
| 407276 -        | 2010 FH14                | 17 marzo 2010     | Spacewatch                   |
| 407277 -        | 2010 FB86                | 25 marzo 2010     | Mt. Lemmon Survey            |
| 407278 -        | 2010 FM93                | 26 maggio 2007    | Mt. Lemmon Survey            |
| 407279 -        | 2010 GR100               | 21 marzo 2010     | Spacewatch                   |
| 407280 -        | 2010 GC113               | 19 marzo 2010     | Spacewatch                   |
| 407281 -        | 2010 GA117               | 18 febbraio 2010  | Mt. Lemmon Survey            |
| 407282 -        | 2010 GB117               | 16 marzo 2010     | Spacewatch                   |
| 407283 -        | 2010 GX120               | 7 ottobre 2004    | Spacewatch                   |
| 407284 -        | 2010 GG124               | 4 aprile 2010     | Spacewatch                   |
| 407285 -        | 2010 GO125               | 13 marzo 2010     | Mt. Lemmon Survey            |
| 407286 -        | 2010 GW140               | 20 ottobre 2007   | Spacewatch                   |
| 407287 -        | 2010 GB157               | 9 aprile 2010     | Spacewatch                   |
| 407288 -        | 2010 GS158               | 15 aprile 2010    | Spacewatch                   |
| 407289 -        | 2010 HV63                | 26 aprile 2010    | WISE                         |
| 407290 -        | 2010 HH71                | 27 aprile 2010    | WISE                         |
| 407291 -        | 2010 HE104               | 9 aprile 2010     | Spacewatch                   |
| 407292 -        | 2010 JY28                | 2 maggio 2010     | Spacewatch                   |
| 407293 -        | 2010 JH38                | 11 settembre 2007 | Spacewatch                   |
| 407294 -        | 2010 JT45                | 23 giugno 2007    | Spacewatch                   |
| 407295 -        | 2010 JY108               | 12 maggio 2010    | WISE                         |
| 407296 -        | 2010 JT111               | 13 marzo 2010     | Mt. Lemmon Survey            |
| 407297 -        | 2010 JT150               | 11 maggio 2010    | Spacewatch                   |
| 407298 -        | 2010 JF152               | 6 maggio 2010     | Mt. Lemmon Survey            |
| 407299 -        | 2010 KB88                | 29 luglio 2006    | Siding Spring Survey         |
| 407300 -        | 2010 LL53                | 9 giugno 2010     | WISE                         |

## 407301-407400
| Nome     | Designazione provvisoria | Data di scoperta  | Scopritore             |
| -------- | ------------------------ | ----------------- | ---------------------- |
| 407301 - | 2010 LE62                | 25 aprile 2006    | Mt. Lemmon Survey      |
| 407302 - | 2010 LE67                | 23 gennaio 2006   | Spacewatch             |
| 407303 - | 2010 LA90                | 12 giugno 2010    | WISE                   |
| 407304 - | 2010 LM127               | 15 giugno 2010    | WISE                   |
| 407305 - | 2010 LO127               | 15 giugno 2010    | WISE                   |
| 407306 - | 2010 MJ7                 | 16 giugno 2010    | WISE                   |
| 407307 - | 2010 MT72                | 28 ottobre 2006   | Mt. Lemmon Survey      |
| 407308 - | 2010 MA107               | 30 giugno 2010    | WISE                   |
| 407309 - | 2010 NS14                | 10 gennaio 2003   | LINEAR                 |
| 407310 - | 2010 NW23                | 6 luglio 2010     | WISE                   |
| 407311 - | 2010 NC28                | 15 gennaio 2008   | Mt. Lemmon Survey      |
| 407312 - | 2010 NR53                | 10 luglio 2010    | WISE                   |
| 407313 - | 2010 NG58                | 10 luglio 2010    | WISE                   |
| 407314 - | 2010 NB87                | 2 ottobre 2006    | Mt. Lemmon Survey      |
| 407315 - | 2010 NC115               | 14 luglio 2010    | WISE                   |
| 407316 - | 2010 OJ3                 | 16 luglio 2010    | WISE                   |
| 407317 - | 2010 OJ24                | 19 luglio 2010    | WISE                   |
| 407318 - | 2010 ON66                | 15 dicembre 2006  | Mt. Lemmon Survey      |
| 407319 - | 2010 OR76                | 25 luglio 2010    | WISE                   |
| 407320 - | 2010 OL90                | 29 agosto 2005    | Spacewatch             |
| 407321 - | 2010 OK91                | 5 gennaio 2003    | LINEAR                 |
| 407322 - | 2010 OM91                | 28 agosto 2005    | Spacewatch             |
| 407323 - | 2010 OM98                | 28 luglio 2010    | WISE                   |
| 407324 - | 2010 OB101               | 18 luglio 2010    | WISE                   |
| 407325 - | 2010 OS121               | 31 luglio 2010    | WISE                   |
| 407326 - | 2010 PQ54                | 8 agosto 2010     | WISE                   |
| 407327 - | 2010 PT55                | 8 agosto 2010     | WISE                   |
| 407328 - | 2010 PL57                | 6 agosto 2010     | OAM                    |
| 407329 - | 2010 PZ60                | 10 agosto 2010    | Spacewatch             |
| 407330 - | 2010 PS63                | 3 agosto 2010     | PMO NEO Survey Program |
| 407331 - | 2010 PR76                | 10 agosto 2010    | Spacewatch             |
| 407332 - | 2010 PP79                | 12 agosto 2010    | Spacewatch             |
| 407333 - | 2010 PW79                | 10 agosto 2010    | Spacewatch             |
| 407334 - | 2010 QF                  | 16 agosto 2010    | OAM                    |
| 407335 - | 2010 QZ                  | 16 settembre 2006 | CSS                    |
| 407336 - | 2010 RC15                | 2 settembre 2010  | Mt. Lemmon Survey      |
| 407337 - | 2010 RN26                | 1º gennaio 2008   | Spacewatch             |
| 407338 - | 2010 RQ30                | 3 settembre 2010  | Mt. Lemmon Survey      |
| 407339 - | 2010 RV39                | 25 settembre 2006 | CSS                    |
| 407340 - | 2010 RP47                | 4 settembre 2010  | Spacewatch             |
| 407341 - | 2010 RW47                | 4 settembre 2010  | Spacewatch             |
| 407342 - | 2010 RN48                | 4 settembre 2010  | Spacewatch             |
| 407343 - | 2010 RB51                | 4 settembre 2010  | Spacewatch             |
| 407344 - | 2010 RX58                | 17 settembre 2006 | CSS                    |
| 407345 - | 2010 RS62                | 3 ottobre 2006    | CSS                    |
| 407346 - | 2010 RC64                | 17 novembre 2006  | Spacewatch             |
| 407347 - | 2010 RG78                | 11 settembre 2010 | Spacewatch             |
| 407348 - | 2010 RZ81                | 3 aprile 2008     | Mt. Lemmon Survey      |
| 407349 - | 2010 RJ90                | 11 settembre 2010 | Apitzsch, R.           |
| 407350 - | 2010 RE99                | 6 agosto 2010     | Spacewatch             |
| 407351 - | 2010 RR99                | 10 settembre 2010 | Spacewatch             |
| 407352 - | 2010 RB100               | 13 ottobre 2006   | Spacewatch             |
| 407353 - | 2010 RL100               | 26 febbraio 2008  | Mt. Lemmon Survey      |
| 407354 - | 2010 RK101               | 10 settembre 2010 | Spacewatch             |
| 407355 - | 2010 RJ102               | 10 settembre 2010 | Spacewatch             |
| 407356 - | 2010 RP103               | 10 settembre 2010 | Spacewatch             |
| 407357 - | 2010 RL104               | 3 febbraio 2003   | Spacewatch             |
| 407358 - | 2010 RS104               | 10 settembre 2010 | Spacewatch             |
| 407359 - | 2010 RW104               | 10 settembre 2010 | Spacewatch             |
| 407360 - | 2010 RS105               | 27 maggio 2009    | Mt. Lemmon Survey      |
| 407361 - | 2010 RN106               | 10 settembre 2010 | Spacewatch             |
| 407362 - | 2010 RJ107               | 10 settembre 2010 | Spacewatch             |
| 407363 - | 2010 RQ110               | 28 settembre 2006 | Spacewatch             |
| 407364 - | 2010 RW111               | 28 settembre 2006 | Mt. Lemmon Survey      |
| 407365 - | 2010 RV117               | 9 febbraio 2007   | Spacewatch             |
| 407366 - | 2010 RO118               | 11 settembre 2010 | Spacewatch             |
| 407367 - | 2010 RH126               | 7 febbraio 2008   | Mt. Lemmon Survey      |
| 407368 - | 2010 RS129               | 10 marzo 2005     | Mt. Lemmon Survey      |
| 407369 - | 2010 RU129               | 6 ottobre 2002    | LINEAR                 |
| 407370 - | 2010 RM135               | 10 settembre 2010 | Spacewatch             |
| 407371 - | 2010 RK136               | 13 marzo 2008     | Spacewatch             |
| 407372 - | 2010 RS139               | 27 settembre 2006 | Mt. Lemmon Survey      |
| 407373 - | 2010 RR146               | 4 settembre 2010  | Spacewatch             |
| 407374 - | 2010 RN147               | 14 settembre 2010 | Spacewatch             |
| 407375 - | 2010 RL149               | 16 giugno 2010    | WISE                   |
| 407376 - | 2010 RQ149               | 15 settembre 2010 | Spacewatch             |
| 407377 - | 2010 RR150               | 16 settembre 2006 | Spacewatch             |
| 407378 - | 2010 RZ151               | 2 ottobre 2006    | Mt. Lemmon Survey      |
| 407379 - | 2010 RF165               | 1º marzo 2009     | Mt. Lemmon Survey      |
| 407380 - | 2010 RM173               | 5 settembre 2010  | Mt. Lemmon Survey      |
| 407381 - | 2010 RY174               | 9 settembre 2010  | Spacewatch             |
| 407382 - | 2010 RZ177               | 11 settembre 2010 | Spacewatch             |
| 407383 - | 2010 RM179               | 17 settembre 2006 | Spacewatch             |
| 407384 - | 2010 RD180               | 4 settembre 2010  | Spacewatch             |
| 407385 - | 2010 RX180               | 15 giugno 2010    | Mt. Lemmon Survey      |
| 407386 - | 2010 RY180               | 11 settembre 2010 | Mt. Lemmon Survey      |
| 407387 - | 2010 SR13                | 17 settembre 2006 | Spacewatch             |
| 407388 - | 2010 SY13                | 27 settembre 2010 | Spacewatch             |
| 407389 - | 2010 SK27                | 19 ottobre 2006   | Mt. Lemmon Survey      |
| 407390 - | 2010 SC29                | 28 febbraio 2008  | Mt. Lemmon Survey      |
| 407391 - | 2010 SS32                | 11 maggio 2005    | Mt. Lemmon Survey      |
| 407392 - | 2010 SD33                | 3 ottobre 2006    | Mt. Lemmon Survey      |
| 407393 - | 2010 SC34                | 8 febbraio 2008   | Spacewatch             |
| 407394 - | 2010 SO35                | 14 settembre 2010 | Spacewatch             |
| 407395 - | 2010 TG14                | 30 settembre 2006 | Mt. Lemmon Survey      |
| 407396 - | 2010 TN15                | 14 novembre 2006  | Spacewatch             |
| 407397 - | 2010 TH18                | 3 ottobre 2006    | Mt. Lemmon Survey      |
| 407398 - | 2010 TL18                | 2 ottobre 2006    | Mt. Lemmon Survey      |
| 407399 - | 2010 TC20                | 29 agosto 2006    | Spacewatch             |
| 407400 - | 2010 TK27                | 11 novembre 2006  | Mt. Lemmon Survey      |

## 407401-407500
| Nome     | Designazione provvisoria | Data di scoperta  | Scopritore           |
| -------- | ------------------------ | ----------------- | -------------------- |
| 407401 - | 2010 TT28                | 30 settembre 2006 | Mt. Lemmon Survey    |
| 407402 - | 2010 TZ30                | 14 settembre 2010 | Spacewatch           |
| 407403 - | 2010 TA32                | 2 ottobre 2010    | Spacewatch           |
| 407404 - | 2010 TQ32                | 15 novembre 2006  | Spacewatch           |
| 407405 - | 2010 TV40                | 6 aprile 2008     | Mt. Lemmon Survey    |
| 407406 - | 2010 TV44                | 3 ottobre 2010    | Spacewatch           |
| 407407 - | 2010 TZ65                | 2 marzo 2008      | Spacewatch           |
| 407408 - | 2010 TY77                | 17 settembre 2010 | Spacewatch           |
| 407409 - | 2010 TQ80                | 15 maggio 2009    | Spacewatch           |
| 407410 - | 2010 TZ81                | 18 novembre 2006  | Mt. Lemmon Survey    |
| 407411 - | 2010 TR82                | 23 ottobre 2006   | Spacewatch           |
| 407412 - | 2010 TR89                | 13 marzo 2008     | Spacewatch           |
| 407413 - | 2010 TM91                | 17 settembre 2010 | Spacewatch           |
| 407414 - | 2010 TF93                | 19 ottobre 2006   | Spacewatch           |
| 407415 - | 2010 TK94                | 18 settembre 2006 | Spacewatch           |
| 407416 - | 2010 TO94                | 28 marzo 2008     | Mt. Lemmon Survey    |
| 407417 - | 2010 TZ94                | 27 ottobre 2006   | Mt. Lemmon Survey    |
| 407418 - | 2010 TM97                | 20 ottobre 2006   | Mt. Lemmon Survey    |
| 407419 - | 2010 TA99                | 2 ottobre 2006    | Mt. Lemmon Survey    |
| 407420 - | 2010 TT99                | 1º ottobre 2010   | Mt. Lemmon Survey    |
| 407421 - | 2010 TA100               | 4 settembre 2010  | Spacewatch           |
| 407422 - | 2010 TB100               | 16 settembre 2010 | Spacewatch           |
| 407423 - | 2010 TJ100               | 16 settembre 2010 | Spacewatch           |
| 407424 - | 2010 TF103               | 17 ottobre 2006   | Mt. Lemmon Survey    |
| 407425 - | 2010 TX108               | 17 marzo 2004     | Spacewatch           |
| 407426 - | 2010 TM115               | 13 aprile 2004    | Spacewatch           |
| 407427 - | 2010 TV126               | 14 novembre 2006  | Spacewatch           |
| 407428 - | 2010 TY126               | 11 marzo 2008     | Spacewatch           |
| 407429 - | 2010 TS136               | 30 settembre 2006 | Mt. Lemmon Survey    |
| 407430 - | 2010 TR140               | 10 marzo 2008     | Spacewatch           |
| 407431 - | 2010 TP141               | 7 febbraio 2008   | Spacewatch           |
| 407432 - | 2010 TG143               | 11 ottobre 2010   | Mt. Lemmon Survey    |
| 407433 - | 2010 TM143               | 11 ottobre 2010   | Mt. Lemmon Survey    |
| 407434 - | 2010 TG162               | 30 ottobre 2006   | CSS                  |
| 407435 - | 2010 TO168               | 29 agosto 2006    | CSS                  |
| 407436 - | 2010 TU168               | 9 agosto 2010     | Spacewatch           |
| 407437 - | 2010 TG170               | 8 ottobre 2010    | CSS                  |
| 407438 - | 2010 TO171               | 21 dicembre 2006  | Spacewatch           |
| 407439 - | 2010 TN174               | 23 ottobre 2006   | Spacewatch           |
| 407440 - | 2010 TB179               | 10 settembre 2010 | Spacewatch           |
| 407441 - | 2010 TQ181               | 11 marzo 2008     | Mt. Lemmon Survey    |
| 407442 - | 2010 TH182               | 13 ottobre 2010   | Mt. Lemmon Survey    |
| 407443 - | 2010 TT186               | 3 aprile 2008     | Mt. Lemmon Survey    |
| 407444 - | 2010 TS187               | 6 marzo 2008      | Mt. Lemmon Survey    |
| 407445 - | 2010 UR                  | 18 settembre 2010 | Mt. Lemmon Survey    |
| 407446 - | 2010 UY                  | 1º ottobre 2005   | Mt. Lemmon Survey    |
| 407447 - | 2010 UP1                 | 13 dicembre 2006  | Spacewatch           |
| 407448 - | 2010 UE10                | 13 ottobre 2010   | CSS                  |
| 407449 - | 2010 UO19                | 10 luglio 2005    | Spacewatch           |
| 407450 - | 2010 US21                | 6 marzo 2008      | Mt. Lemmon Survey    |
| 407451 - | 2010 UQ26                | 28 ottobre 2010   | Mt. Lemmon Survey    |
| 407452 - | 2010 UW27                | 3 ottobre 2005    | CSS                  |
| 407453 - | 2010 UV30                | 16 settembre 2010 | Spacewatch           |
| 407454 - | 2010 US35                | 29 marzo 2008     | Spacewatch           |
| 407455 - | 2010 UK37                | 29 ottobre 2010   | Mt. Lemmon Survey    |
| 407456 - | 2010 UV39                | 16 novembre 2006  | Spacewatch           |
| 407457 - | 2010 UT43                | 19 ottobre 2010   | Mt. Lemmon Survey    |
| 407458 - | 2010 UQ44                | 13 ottobre 2010   | Mt. Lemmon Survey    |
| 407459 - | 2010 UO49                | 29 marzo 2008     | Mt. Lemmon Survey    |
| 407460 - | 2010 UR50                | 17 gennaio 2007   | CSS                  |
| 407461 - | 2010 UT56                | 1º maggio 2008    | Siding Spring Survey |
| 407462 - | 2010 UH60                | 29 ottobre 2010   | Spacewatch           |
| 407463 - | 2010 UC62                | 26 febbraio 2003  | CINEOS               |
| 407464 - | 2010 UC64                | 19 settembre 2001 | LINEAR               |
| 407465 - | 2010 UF64                | 27 agosto 2001    | Spacewatch           |
| 407466 - | 2010 UB72                | 13 settembre 2005 | Spacewatch           |
| 407467 - | 2010 UN72                | 18 novembre 2006  | Spacewatch           |
| 407468 - | 2010 UK76                | 30 ottobre 2010   | Spacewatch           |
| 407469 - | 2010 UJ79                | 10 marzo 2008     | Spacewatch           |
| 407470 - | 2010 UG80                | 30 ottobre 2010   | Mt. Lemmon Survey    |
| 407471 - | 2010 UX81                | 1º novembre 2005  | Mt. Lemmon Survey    |
| 407472 - | 2010 UX84                | 25 novembre 2006  | Mt. Lemmon Survey    |
| 407473 - | 2010 UG93                | 8 ottobre 2005    | CSS                  |
| 407474 - | 2010 UP93                | 13 ottobre 2010   | Mt. Lemmon Survey    |
| 407475 - | 2010 UQ95                | 21 settembre 2001 | LINEAR               |
| 407476 - | 2010 UV95                | 20 novembre 2006  | Spacewatch           |
| 407477 - | 2010 UZ95                | 15 novembre 2006  | CSS                  |
| 407478 - | 2010 UG100               | 30 ottobre 2010   | Mt. Lemmon Survey    |
| 407479 - | 2010 UO100               | 13 ottobre 2010   | Mt. Lemmon Survey    |
| 407480 - | 2010 UW101               | 17 novembre 2006  | Mt. Lemmon Survey    |
| 407481 - | 2010 UU102               | 7 dicembre 2001   | Spacewatch           |
| 407482 - | 2010 UU104               | 19 settembre 1995 | Spacewatch           |
| 407483 - | 2010 UM106               | 30 ottobre 2010   | Mt. Lemmon Survey    |
| 407484 - | 2010 VL12                | 3 settembre 2010  | Mt. Lemmon Survey    |
| 407485 - | 2010 VB15                | 22 gennaio 1998   | Spacewatch           |
| 407486 - | 2010 VF19                | 20 novembre 2006  | Spacewatch           |
| 407487 - | 2010 VK21                | 20 ottobre 2001   | LINEAR               |
| 407488 - | 2010 VG34                | 20 novembre 2001  | LINEAR               |
| 407489 - | 2010 VN48                | 23 ottobre 2006   | Mt. Lemmon Survey    |
| 407490 - | 2010 VN52                | 11 settembre 2010 | Mt. Lemmon Survey    |
| 407491 - | 2010 VB55                | 1º ottobre 2005   | Spacewatch           |
| 407492 - | 2010 VQ58                | 13 ottobre 2010   | Mt. Lemmon Survey    |
| 407493 - | 2010 VZ64                | 7 novembre 2010   | Spacewatch           |
| 407494 - | 2010 VR73                | 23 novembre 2006  | Spacewatch           |
| 407495 - | 2010 VJ76                | 20 novembre 2001  | LINEAR               |
| 407496 - | 2010 VE77                | 27 novembre 2006  | Mt. Lemmon Survey    |
| 407497 - | 2010 VV83                | 13 settembre 2005 | Spacewatch           |
| 407498 - | 2010 VC84                | 28 ottobre 2010   | Spacewatch           |
| 407499 - | 2010 VM84                | 26 settembre 2005 | Spacewatch           |
| 407500 - | 2010 VZ85                | 4 settembre 2010  | Spacewatch           |

## 407501-407600
| Nome     | Designazione provvisoria | Data di scoperta  | Scopritore        |
| -------- | ------------------------ | ----------------- | ----------------- |
| 407501 - | 2010 VF89                | 6 novembre 2010   | Spacewatch        |
| 407502 - | 2010 VD90                | 14 marzo 2007     | Spacewatch        |
| 407503 - | 2010 VP91                | 28 settembre 1997 | Spacewatch        |
| 407504 - | 2010 VL95                | 8 novembre 2010   | Mt. Lemmon Survey |
| 407505 - | 2010 VZ97                | 19 novembre 2001  | LINEAR            |
| 407506 - | 2010 VH98                | 1º novembre 2010  | Mt. Lemmon Survey |
| 407507 - | 2010 VQ101               | 5 novembre 2010   | Spacewatch        |
| 407508 - | 2010 VJ103               | 5 novembre 2010   | Spacewatch        |
| 407509 - | 2010 VZ104               | 29 settembre 2005 | Mt. Lemmon Survey |
| 407510 - | 2010 VD105               | 12 marzo 2008     | Mt. Lemmon Survey |
| 407511 - | 2010 VL114               | 29 ottobre 2010   | Spacewatch        |
| 407512 - | 2010 VS114               | 27 gennaio 2007   | Mt. Lemmon Survey |
| 407513 - | 2010 VS115               | 29 marzo 2008     | Mt. Lemmon Survey |
| 407514 - | 2010 VL128               | 2 novembre 2010   | Mt. Lemmon Survey |
| 407515 - | 2010 VR134               | 11 aprile 2008    | Spacewatch        |
| 407516 - | 2010 VU134               | 28 ottobre 1997   | Spacewatch        |
| 407517 - | 2010 VV135               | 21 ottobre 1995   | Spacewatch        |
| 407518 - | 2010 VQ136               | 10 novembre 2010  | Mt. Lemmon Survey |
| 407519 - | 2010 VZ140               | 13 aprile 2008    | Mt. Lemmon Survey |
| 407520 - | 2010 VW150               | 10 gennaio 2007   | Spacewatch        |
| 407521 - | 2010 VC158               | 28 marzo 2008     | Mt. Lemmon Survey |
| 407522 - | 2010 VS161               | 14 aprile 2008    | Spacewatch        |
| 407523 - | 2010 VU172               | 10 novembre 2010  | Mt. Lemmon Survey |
| 407524 - | 2010 VA174               | 30 ottobre 2010   | Spacewatch        |
| 407525 - | 2010 VY174               | 30 marzo 2008     | Spacewatch        |
| 407526 - | 2010 VT191               | 16 febbraio 2007  | CSS               |
| 407527 - | 2010 VG192               | 1º settembre 2005 | Spacewatch        |
| 407528 - | 2010 VM196               | 1º marzo 2008     | Spacewatch        |
| 407529 - | 2010 VL200               | 16 gennaio 2007   | CSS               |
| 407530 - | 2010 VG201               | 27 gennaio 2007   | Mt. Lemmon Survey |
| 407531 - | 2010 VH203               | 11 ottobre 2010   | Mt. Lemmon Survey |
| 407532 - | 2010 VV205               | 5 aprile 2008     | Mt. Lemmon Survey |
| 407533 - | 2010 VP207               | 31 marzo 2008     | Spacewatch        |
| 407534 - | 2010 VQ211               | 11 settembre 2010 | Mt. Lemmon Survey |
| 407535 - | 2010 VQ217               | 25 ottobre 2005   | Spacewatch        |
| 407536 - | 2010 WB7                 | 29 novembre 2005  | Spacewatch        |
| 407537 - | 2010 WO8                 | 3 novembre 2010   | Mt. Lemmon Survey |
| 407538 - | 2010 WX13                | 28 novembre 2006  | Mt. Lemmon Survey |
| 407539 - | 2010 WJ15                | 13 settembre 2005 | Spacewatch        |
| 407540 - | 2010 WP21                | 29 settembre 2005 | Mt. Lemmon Survey |
| 407541 - | 2010 WH27                | 25 novembre 2005  | Spacewatch        |
| 407542 - | 2010 WV27                | 14 novembre 2010  | Spacewatch        |
| 407543 - | 2010 WF30                | 30 ottobre 2005   | Spacewatch        |
| 407544 - | 2010 WT32                | 12 gennaio 1996   | Spacewatch        |
| 407545 - | 2010 WL48                | 2 novembre 2010   | Spacewatch        |
| 407546 - | 2010 WA50                | 13 dicembre 2006  | CSS               |
| 407547 - | 2010 WD52                | 10 novembre 2010  | Spacewatch        |
| 407548 - | 2010 WD55                | 27 marzo 2003     | Spacewatch        |
| 407549 - | 2010 WP64                | 19 novembre 2006  | Spacewatch        |
| 407550 - | 2010 WK71                | 26 febbraio 2008  | Mt. Lemmon Survey |
| 407551 - | 2010 WW73                | 11 novembre 2004  | LONEOS            |
| 407552 - | 2010 XR9                 | 27 dicembre 2006  | Mt. Lemmon Survey |
| 407553 - | 2010 XD30                | 25 novembre 2006  | Spacewatch        |
| 407554 - | 2010 XM30                | 10 novembre 2005  | Mt. Lemmon Survey |
| 407555 - | 2010 XW33                | 25 ottobre 2005   | Spacewatch        |
| 407556 - | 2010 XJ36                | 14 novembre 2010  | Mt. Lemmon Survey |
| 407557 - | 2010 XK45                | 10 novembre 2010  | Mt. Lemmon Survey |
| 407558 - | 2010 XE62                | 22 dicembre 2005  | CSS               |
| 407559 - | 2010 XA65                | 6 novembre 2010   | Spacewatch        |
| 407560 - | 2010 XN65                | 28 febbraio 2008  | Spacewatch        |
| 407561 - | 2010 XE66                | 23 gennaio 2006   | Spacewatch        |
| 407562 - | 2010 XT75                | 4 luglio 2005     | Mt. Lemmon Survey |
| 407563 - | 2010 XA78                | 14 dicembre 2006  | Spacewatch        |
| 407564 - | 2010 XG79                | 17 dicembre 2001  | Spacewatch        |
| 407565 - | 2010 XG86                | 7 dicembre 2005   | Spacewatch        |
| 407566 - | 2010 XH86                | 13 novembre 2010  | Spacewatch        |
| 407567 - | 2010 XJ86                | 28 settembre 2006 | Mt. Lemmon Survey |
| 407568 - | 2010 YR2                 | 26 aprile 2007    | Spacewatch        |
| 407569 - | 2010 YA3                 | 9 dicembre 2001   | LINEAR            |
| 407570 - | 2010 YU3                 | 27 ottobre 2009   | Mt. Lemmon Survey |
| 407571 - | 2011 AY4                 | 7 novembre 2010   | Mt. Lemmon Survey |
| 407572 - | 2011 AY6                 | 22 settembre 2009 | CSS               |
| 407573 - | 2011 AE8                 | 31 dicembre 1994  | Spacewatch        |
| 407574 - | 2011 AX8                 | 14 dicembre 2010  | Mt. Lemmon Survey |
| 407575 - | 2011 AS9                 | 15 novembre 2010  | Mt. Lemmon Survey |
| 407576 - | 2011 AH11                | 17 febbraio 2007  | CSS               |
| 407577 - | 2011 AT20                | 25 agosto 1998    | ODAS              |
| 407578 - | 2011 AA31                | 26 gennaio 2000   | Spacewatch        |
| 407579 - | 2011 AU32                | 30 dicembre 2005  | Mt. Lemmon Survey |
| 407580 - | 2011 AZ33                | 2 ottobre 2009    | Mt. Lemmon Survey |
| 407581 - | 2011 AW39                | 27 gennaio 2006   | Spacewatch        |
| 407582 - | 2011 AQ44                | 24 settembre 2009 | Spacewatch        |
| 407583 - | 2011 AE46                | 5 gennaio 2000    | Spacewatch        |
| 407584 - | 2011 AL47                | 11 gennaio 2011   | CSS               |
| 407585 - | 2011 AA48                | 26 dicembre 2005  | Mt. Lemmon Survey |
| 407586 - | 2011 AD48                | 21 gennaio 2010   | WISE              |
| 407587 - | 2011 AF55                | 6 dicembre 2010   | Mt. Lemmon Survey |
| 407588 - | 2011 AE56                | 29 agosto 2009    | Spacewatch        |
| 407589 - | 2011 AG61                | 16 maggio 2007    | Mt. Lemmon Survey |
| 407590 - | 2011 AU65                | 19 settembre 2003 | Spacewatch        |
| 407591 - | 2011 AF68                | 20 settembre 2003 | Spacewatch        |
| 407592 - | 2011 AK72                | 11 dicembre 2001  | LINEAR            |
| 407593 - | 2011 AH75                | 3 novembre 2010   | Mt. Lemmon Survey |
| 407594 - | 2011 AT75                | 28 settembre 2003 | LONEOS            |
| 407595 - | 2011 AR76                | 11 novembre 2010  | Mt. Lemmon Survey |
| 407596 - | 2011 AL78                | 23 gennaio 2006   | Spacewatch        |
| 407597 - | 2011 AQ79                | 30 gennaio 2006   | Spacewatch        |
| 407598 - | 2011 BP9                 | 30 ottobre 2009   | Mt. Lemmon Survey |
| 407599 - | 2011 BQ10                | 12 gennaio 2011   | Spacewatch        |
| 407600 - | 2011 BV27                | 13 marzo 2005     | Mt. Lemmon Survey |

## 407601-407700
| Nome     | Designazione provvisoria | Data di scoperta  | Scopritore        |
| -------- | ------------------------ | ----------------- | ----------------- |
| 407601 - | 2011 BO32                | 17 settembre 2009 | Spacewatch        |
| 407602 - | 2011 BL52                | 27 febbraio 2000  | CSS               |
| 407603 - | 2011 BA54                | 7 febbraio 2000   | Spacewatch        |
| 407604 - | 2011 BS56                | 21 novembre 2009  | Mt. Lemmon Survey |
| 407605 - | 2011 BB60                | 4 novembre 2004   | Spacewatch        |
| 407606 - | 2011 BR80                | 16 ottobre 2009   | CSS               |
| 407607 - | 2011 BD83                | 11 marzo 2007     | Spacewatch        |
| 407608 - | 2011 BB96                | 3 febbraio 2000   | Spacewatch        |
| 407609 - | 2011 BY100               | 1º ottobre 2009   | Mt. Lemmon Survey |
| 407610 - | 2011 BZ102               | 29 settembre 2009 | Mt. Lemmon Survey |
| 407611 - | 2011 BH115               | 13 dicembre 2004  | Spacewatch        |
| 407612 - | 2011 BX116               | 26 gennaio 2006   | Mt. Lemmon Survey |
| 407613 - | 2011 BC118               | 9 gennaio 2006    | Spacewatch        |
| 407614 - | 2011 BB120               | 17 settembre 2003 | Spacewatch        |
| 407615 - | 2011 BH122               | 21 ottobre 2003   | Spacewatch        |
| 407616 - | 2011 CP1                 | 22 gennaio 2010   | WISE              |
| 407617 - | 2011 CG4                 | 30 luglio 2008    | Spacewatch        |
| 407618 - | 2011 CR7                 | 20 agosto 2008    | Spacewatch        |
| 407619 - | 2011 CZ15                | 8 gennaio 1994    | Spacewatch        |
| 407620 - | 2011 CP16                | 25 febbraio 2006  | Spacewatch        |
| 407621 - | 2011 CN23                | 19 settembre 2003 | Spacewatch        |
| 407622 - | 2011 CD33                | 14 ottobre 2004   | Spacewatch        |
| 407623 - | 2011 CU47                | 13 gennaio 2011   | Spacewatch        |
| 407624 - | 2011 CF49                | 20 settembre 2003 | Spacewatch        |
| 407625 - | 2011 CU70                | 16 gennaio 2005   | LINEAR            |
| 407626 - | 2011 CL74                | 12 febbraio 2011  | CSS               |
| 407627 - | 2011 CO74                | 3 novembre 2004   | Spacewatch        |
| 407628 - | 2011 CY75                | 10 dicembre 2004  | Spacewatch        |
| 407629 - | 2011 CA76                | 26 ottobre 2009   | Mt. Lemmon Survey |
| 407630 - | 2011 CF76                | 28 dicembre 2005  | Mt. Lemmon Survey |
| 407631 - | 2011 CP83                | 6 settembre 2008  | Mt. Lemmon Survey |
| 407632 - | 2011 CZ91                | 7 settembre 2008  | Mt. Lemmon Survey |
| 407633 - | 2011 DF                  | 28 settembre 2008 | CSS               |
| 407634 - | 2011 DJ6                 | 27 febbraio 2006  | Spacewatch        |
| 407635 - | 2011 DB9                 | 22 febbraio 2006  | Mt. Lemmon Survey |
| 407636 - | 2011 DV24                | 5 dicembre 1999   | CSS               |
| 407637 - | 2011 DQ31                | 25 febbraio 2011  | Spacewatch        |
| 407638 - | 2011 DP41                | 25 febbraio 2011  | Mt. Lemmon Survey |
| 407639 - | 2011 DZ49                | 2 marzo 2005      | CSS               |
| 407640 - | 2011 EM                  | 16 ottobre 2009   | CSS               |
| 407641 - | 2011 EF16                | 1º aprile 2000    | Spacewatch        |
| 407642 - | 2011 EQ54                | 26 ottobre 2009   | Mt. Lemmon Survey |
| 407643 - | 2011 EK63                | 29 aprile 2006    | Spacewatch        |
| 407644 - | 2011 EL63                | 1º giugno 2006    | Mt. Lemmon Survey |
| 407645 - | 2011 EF76                | 3 ottobre 2003    | Spacewatch        |
| 407646 - | 2011 FB3                 | 29 settembre 2003 | Spacewatch        |
| 407647 - | 2011 FM17                | 20 aprile 2006    | CSS               |
| 407648 - | 2011 FU47                | 29 marzo 2011     | Spacewatch        |
| 407649 - | 2011 FK70                | 16 gennaio 2005   | LINEAR            |
| 407650 - | 2011 FV123               | 9 settembre 2008  | Mt. Lemmon Survey |
| 407651 - | 2011 GJ56                | 9 marzo 2005      | CSS               |
| 407652 - | 2011 GK88                | 27 gennaio 2006   | Mt. Lemmon Survey |
| 407653 - | 2011 QF3                 | 20 agosto 2011    | Pan-STARRS1       |
| 407654 - | 2011 SP37                | 28 settembre 1992 | Spacewatch        |
| 407655 - | 2011 SF100               | 11 aprile 2010    | Spacewatch        |
| 407656 - | 2011 SL102               | 17 maggio 2009    | Spacewatch        |
| 407657 - | 2011 SM139               | 1º novembre 2008  | Mt. Lemmon Survey |
| 407658 - | 2011 SS159               | 6 maggio 2010     | Mt. Lemmon Survey |
| 407659 - | 2011 SU163               | 23 settembre 2011 | Spacewatch        |
| 407660 - | 2011 SD166               | 22 dicembre 2008  | Spacewatch        |
| 407661 - | 2011 SV166               | 7 gennaio 2006    | Spacewatch        |
| 407662 - | 2011 SR177               | 8 settembre 2011  | Spacewatch        |
| 407663 - | 2011 SO179               | 16 settembre 2004 | LONEOS            |
| 407664 - | 2011 SG181               | 26 settembre 2011 | Spacewatch        |
| 407665 - | 2011 SN182               | 19 settembre 2001 | LINEAR            |
| 407666 - | 2011 SL183               | 31 marzo 2009     | Mt. Lemmon Survey |
| 407667 - | 2011 SY185               | 29 ottobre 2008   | Spacewatch        |
| 407668 - | 2011 SE189               | 25 febbraio 2006  | Spacewatch        |
| 407669 - | 2011 SA220               | 14 aprile 2007    | Mt. Lemmon Survey |
| 407670 - | 2011 SC228               | 21 dicembre 2008  | Spacewatch        |
| 407671 - | 2011 SA253               | 20 ottobre 2001   | LINEAR            |
| 407672 - | 2011 SR260               | 6 ottobre 2004    | Spacewatch        |
| 407673 - | 2011 SL274               | 8 novembre 2008   | Mt. Lemmon Survey |
| 407674 - | 2011 UV14                | 16 settembre 2001 | LINEAR            |
| 407675 - | 2011 UG27                | 4 novembre 2004   | Spacewatch        |
| 407676 - | 2011 UX27                | 17 ottobre 2011   | Spacewatch        |
| 407677 - | 2011 UQ28                | 30 settembre 2011 | Mt. Lemmon Survey |
| 407678 - | 2011 UE38                | 19 febbraio 2009  | Spacewatch        |
| 407679 - | 2011 UD42                | 7 novembre 2008   | Mt. Lemmon Survey |
| 407680 - | 2011 UT42                | 30 settembre 2011 | Spacewatch        |
| 407681 - | 2011 UC47                | 30 settembre 2011 | Mt. Lemmon Survey |
| 407682 - | 2011 UN49                | 19 novembre 1998  | Spacewatch        |
| 407683 - | 2011 UJ54                | 6 maggio 2010     | Mt. Lemmon Survey |
| 407684 - | 2011 UG55                | 20 gennaio 2009   | CSS               |
| 407685 - | 2011 UW59                | 9 gennaio 2006    | Spacewatch        |
| 407686 - | 2011 UE69                | 29 settembre 2011 | Mt. Lemmon Survey |
| 407687 - | 2011 UD83                | 19 ottobre 2011   | Spacewatch        |
| 407688 - | 2011 UE84                | 19 dicembre 2004  | Spacewatch        |
| 407689 - | 2011 UO84                | 19 ottobre 2011   | Spacewatch        |
| 407690 - | 2011 UK86                | 20 ottobre 2011   | Mt. Lemmon Survey |
| 407691 - | 2011 UJ87                | 15 ottobre 1995   | Spacewatch        |
| 407692 - | 2011 UV91                | 20 novembre 2004  | Spacewatch        |
| 407693 - | 2011 UN96                | 19 ottobre 2011   | Mt. Lemmon Survey |
| 407694 - | 2011 UD100               | 12 dicembre 2004  | Spacewatch        |
| 407695 - | 2011 UG102               | 30 dicembre 2008  | Mt. Lemmon Survey |
| 407696 - | 2011 UV102               | 3 novembre 2007   | Mt. Lemmon Survey |
| 407697 - | 2011 UC114               | 18 luglio 2007    | Mt. Lemmon Survey |
| 407698 - | 2011 UA121               | 11 settembre 2001 | LONEOS            |
| 407699 - | 2011 UL123               | 19 ottobre 2011   | Mt. Lemmon Survey |
| 407700 - | 2011 UT123               | 2 dicembre 2008   | Spacewatch        |

## 407701-407800
| Nome     | Designazione provvisoria | Data di scoperta  | Scopritore        |
| -------- | ------------------------ | ----------------- | ----------------- |
| 407701 - | 2011 UH128               | 16 dicembre 2004  | Spacewatch        |
| 407702 - | 2011 UV134               | 11 novembre 2004  | Spacewatch        |
| 407703 - | 2011 UG136               | 5 marzo 2010      | WISE              |
| 407704 - | 2011 UW149               | 1º gennaio 2009   | Mt. Lemmon Survey |
| 407705 - | 2011 UB153               | 15 giugno 2010    | Mt. Lemmon Survey |
| 407706 - | 2011 UG155               | 5 dicembre 2008   | Mt. Lemmon Survey |
| 407707 - | 2011 UN164               | 23 gennaio 2006   | Spacewatch        |
| 407708 - | 2011 UO194               | 4 ottobre 2004    | Spacewatch        |
| 407709 - | 2011 UY196               | 10 settembre 2007 | Mt. Lemmon Survey |
| 407710 - | 2011 UA202               | 27 settembre 2011 | Mt. Lemmon Survey |
| 407711 - | 2011 UF213               | 1º ottobre 2011   | Spacewatch        |
| 407712 - | 2011 UE251               | 2 febbraio 2009   | Mt. Lemmon Survey |
| 407713 - | 2011 UB258               | 21 dicembre 2008  | Mt. Lemmon Survey |
| 407714 - | 2011 UV265               | 10 ottobre 2004   | Spacewatch        |
| 407715 - | 2011 UD268               | 18 aprile 2009    | CSS               |
| 407716 - | 2011 UK269               | 4 novembre 2004   | CSS               |
| 407717 - | 2011 US269               | 29 gennaio 2009   | Mt. Lemmon Survey |
| 407718 - | 2011 UM271               | 14 gennaio 1999   | Spacewatch        |
| 407719 - | 2011 UX274               | 5 dicembre 2005   | Mt. Lemmon Survey |
| 407720 - | 2011 UE294               | 21 ottobre 2011   | Mt. Lemmon Survey |
| 407721 - | 2011 UN295               | 2 novembre 2000   | Spacewatch        |
| 407722 - | 2011 UW297               | 17 ottobre 2011   | Spacewatch        |
| 407723 - | 2011 UF302               | 17 settembre 2004 | Spacewatch        |
| 407724 - | 2011 UQ306               | 10 marzo 2002     | Spacewatch        |
| 407725 - | 2011 UZ307               | 1º dicembre 2008  | Mt. Lemmon Survey |
| 407726 - | 2011 UQ308               | 28 ottobre 2011   | Mt. Lemmon Survey |
| 407727 - | 2011 UG319               | 16 dicembre 2004  | Spacewatch        |
| 407728 - | 2011 UG320               | 22 febbraio 2009  | Spacewatch        |
| 407729 - | 2011 UH328               | 19 ottobre 2011   | Spacewatch        |
| 407730 - | 2011 UV337               | 20 settembre 2011 | Mt. Lemmon Survey |
| 407731 - | 2011 UP338               | 20 ottobre 2008   | Spacewatch        |
| 407732 - | 2011 UH343               | 26 aprile 2010    | Mt. Lemmon Survey |
| 407733 - | 2011 UO346               | 24 novembre 2008  | Mt. Lemmon Survey |
| 407734 - | 2011 US356               | 15 gennaio 2009   | Spacewatch        |
| 407735 - | 2011 UJ366               | 22 ottobre 2011   | Mt. Lemmon Survey |
| 407736 - | 2011 UX369               | 16 settembre 2001 | LINEAR            |
| 407737 - | 2011 UZ382               | 27 dicembre 1997  | Spacewatch        |
| 407738 - | 2011 UN398               | 25 ottobre 2008   | Spacewatch        |
| 407739 - | 2011 UV401               | 30 dicembre 2000  | Spacewatch        |
| 407740 - | 2011 UX401               | 20 marzo 2007     | Mt. Lemmon Survey |
| 407741 - | 2011 VH8                 | 2 settembre 1998  | Spacewatch        |
| 407742 - | 2011 VH12                | 23 ottobre 2011   | Spacewatch        |
| 407743 - | 2011 VQ16                | 3 marzo 2009      | Mt. Lemmon Survey |
| 407744 - | 2011 VS16                | 9 ottobre 2007    | LINEAR            |
| 407745 - | 2011 VQ20                | 2 gennaio 2009    | Spacewatch        |
| 407746 - | 2011 VO21                | 7 ottobre 2008    | Mt. Lemmon Survey |
| 407747 - | 2011 WM1                 | 7 maggio 2006     | Mt. Lemmon Survey |
| 407748 - | 2011 WZ10                | 19 aprile 2009    | Mt. Lemmon Survey |
| 407749 - | 2011 WG13                | 19 agosto 2001    | LINEAR            |
| 407750 - | 2011 WE17                | 13 novembre 2007  | Spacewatch        |
| 407751 - | 2011 WM22                | 15 settembre 2007 | Spacewatch        |
| 407752 - | 2011 WB27                | 18 dicembre 2004  | Mt. Lemmon Survey |
| 407753 - | 2011 WR33                | 4 novembre 2004   | Spacewatch        |
| 407754 - | 2011 WQ35                | 15 novembre 2011  | Spacewatch        |
| 407755 - | 2011 WO42                | 20 febbraio 2009  | Spacewatch        |
| 407756 - | 2011 WM48                | 16 marzo 2007     | CSS               |
| 407757 - | 2011 WW54                | 15 dicembre 2004  | CINEOS            |
| 407758 - | 2011 WE57                | 26 aprile 2006    | Spacewatch        |
| 407759 - | 2011 WZ60                | 31 gennaio 2009   | Spacewatch        |
| 407760 - | 2011 WH63                | 1º febbraio 2009  | Spacewatch        |
| 407761 - | 2011 WE68                | 30 dicembre 2008  | Spacewatch        |
| 407762 - | 2011 WL70                | 28 febbraio 2009  | Spacewatch        |
| 407763 - | 2011 WE76                | 11 maggio 2010    | Mt. Lemmon Survey |
| 407764 - | 2011 WM76                | 9 novembre 2007   | Spacewatch        |
| 407765 - | 2011 WK79                | 4 dicembre 1996   | Spacewatch        |
| 407766 - | 2011 WB82                | 1º novembre 2007  | Mt. Lemmon Survey |
| 407767 - | 2011 WU88                | 9 settembre 2007  | LONEOS            |
| 407768 - | 2011 WT89                | 31 gennaio 2009   | Mt. Lemmon Survey |
| 407769 - | 2011 WX89                | 7 settembre 2004  | Spacewatch        |
| 407770 - | 2011 WD93                | 19 marzo 2009     | Mt. Lemmon Survey |
| 407771 - | 2011 WD109               | 18 dicembre 2001  | LINEAR            |
| 407772 - | 2011 WS110               | 25 aprile 2003    | Spacewatch        |
| 407773 - | 2011 WV114               | 7 gennaio 2005    | CINEOS            |
| 407774 - | 2011 WE115               | 19 dicembre 2007  | Mt. Lemmon Survey |
| 407775 - | 2011 WY116               | 10 settembre 2007 | Mt. Lemmon Survey |
| 407776 - | 2011 WK121               | 18 gennaio 2005   | Spacewatch        |
| 407777 - | 2011 WL128               | 17 novembre 2011  | Spacewatch        |
| 407778 - | 2011 WA129               | 2 settembre 2007  | Mt. Lemmon Survey |
| 407779 - | 2011 WP147               | 13 settembre 2007 | Mt. Lemmon Survey |
| 407780 - | 2011 WQ153               | 18 novembre 2003  | Spacewatch        |
| 407781 - | 2011 YU1                 | 4 marzo 2005      | Mt. Lemmon Survey |
| 407782 - | 2011 YW2                 | 9 marzo 2005      | Spacewatch        |
| 407783 - | 2011 YM4                 | 16 dicembre 2007  | Mt. Lemmon Survey |
| 407784 - | 2011 YS5                 | 13 gennaio 2008   | Mt. Lemmon Survey |
| 407785 - | 2011 YX5                 | 7 novembre 2007   | CSS               |
| 407786 - | 2011 YD6                 | 28 agosto 2006    | Spacewatch        |
| 407787 - | 2011 YQ7                 | 28 settembre 2006 | CSS               |
| 407788 - | 2011 YA9                 | 31 marzo 2009     | Mt. Lemmon Survey |
| 407789 - | 2011 YT17                | 30 novembre 2003  | LINEAR            |
| 407790 - | 2011 YL18                | 17 gennaio 2009   | Spacewatch        |
| 407791 - | 2011 YT19                | 21 ottobre 2003   | Spacewatch        |
| 407792 - | 2011 YX19                | 11 ottobre 2010   | Mt. Lemmon Survey |
| 407793 - | 2011 YF20                | 27 dicembre 2003  | LINEAR            |
| 407794 - | 2011 YH21                | 19 ottobre 2007   | Mt. Lemmon Survey |
| 407795 - | 2011 YJ25                | 19 ottobre 1999   | Spacewatch        |
| 407796 - | 2011 YO33                | 10 dicembre 2004  | Spacewatch        |
| 407797 - | 2011 YS35                | 27 novembre 2011  | Mt. Lemmon Survey |
| 407798 - | 2011 YV46                | 10 febbraio 2008  | Spacewatch        |
| 407799 - | 2011 YS50                | 10 febbraio 2008  | Spacewatch        |
| 407800 - | 2011 YV51                | 17 aprile 2005    | Spacewatch        |

## 407801-407900
| Nome     | Designazione provvisoria | Data di scoperta  | Scopritore           |
| -------- | ------------------------ | ----------------- | -------------------- |
| 407801 - | 2011 YF54                | 13 gennaio 2005   | Spacewatch           |
| 407802 - | 2011 YA61                | 10 febbraio 2008  | CSS                  |
| 407803 - | 2011 YJ67                | 31 dicembre 2011  | Spacewatch           |
| 407804 - | 2011 YB68                | 12 novembre 2007  | Mt. Lemmon Survey    |
| 407805 - | 2011 YY72                | 12 settembre 2007 | Mt. Lemmon Survey    |
| 407806 - | 2011 YQ73                | 17 novembre 2006  | Spacewatch           |
| 407807 - | 2011 YP75                | 3 dicembre 2004   | Spacewatch           |
| 407808 - | 2012 AK3                 | 22 gennaio 2004   | LINEAR               |
| 407809 - | 2012 AC4                 | 28 settembre 2003 | LONEOS               |
| 407810 - | 2012 AN4                 | 3 giugno 2005     | Spacewatch           |
| 407811 - | 2012 AZ5                 | 13 dicembre 2007  | LINEAR               |
| 407812 - | 2012 AP6                 | 22 febbraio 2004  | Spacewatch           |
| 407813 - | 2012 AE7                 | 19 ottobre 2007   | Mt. Lemmon Survey    |
| 407814 - | 2012 AP8                 | 2 novembre 2007   | CSS                  |
| 407815 - | 2012 AY8                 | 25 novembre 2006  | Mt. Lemmon Survey    |
| 407816 - | 2012 AR9                 | 21 febbraio 2007  | Mt. Lemmon Survey    |
| 407817 - | 2012 AW13                | 14 gennaio 2012   | Spacewatch           |
| 407818 - | 2012 AG14                | 3 ottobre 2006    | Mt. Lemmon Survey    |
| 407819 - | 2012 AU18                | 12 gennaio 2008   | Spacewatch           |
| 407820 - | 2012 AR21                | 16 dicembre 2004  | LONEOS               |
| 407821 - | 2012 BS                  | 30 settembre 2003 | Spacewatch           |
| 407822 - | 2012 BT                  | 2 novembre 2007   | Mt. Lemmon Survey    |
| 407823 - | 2012 BR4                 | 19 novembre 2003  | LONEOS               |
| 407824 - | 2012 BF5                 | 10 gennaio 2008   | Mt. Lemmon Survey    |
| 407825 - | 2012 BZ12                | 19 gennaio 2012   | Spacewatch           |
| 407826 - | 2012 BG13                | 24 novembre 2003  | LONEOS               |
| 407827 - | 2012 BR15                | 19 ottobre 2007   | CSS                  |
| 407828 - | 2012 BX15                | 21 giugno 2010    | WISE                 |
| 407829 - | 2012 BS17                | 25 ottobre 2005   | Spacewatch           |
| 407830 - | 2012 BG18                | 1º ottobre 2010   | CSS                  |
| 407831 - | 2012 BN18                | 26 marzo 2003     | Spacewatch           |
| 407832 - | 2012 BF19                | 7 settembre 1999  | Spacewatch           |
| 407833 - | 2012 BJ24                | 19 gennaio 2012   | Spacewatch           |
| 407834 - | 2012 BL24                | 22 febbraio 2001  | Spacewatch           |
| 407835 - | 2012 BT24                | 29 luglio 2009    | Spacewatch           |
| 407836 - | 2012 BV24                | 23 giugno 2009    | Mt. Lemmon Survey    |
| 407837 - | 2012 BD25                | 1º gennaio 2012   | Mt. Lemmon Survey    |
| 407838 - | 2012 BC26                | 7 luglio 2005     | Spacewatch           |
| 407839 - | 2012 BC29                | 24 novembre 2006  | Mt. Lemmon Survey    |
| 407840 - | 2012 BS29                | 1º gennaio 2012   | Mt. Lemmon Survey    |
| 407841 - | 2012 BJ30                | 10 marzo 2008     | Siding Spring Survey |
| 407842 - | 2012 BL32                | 19 aprile 2004    | LINEAR               |
| 407843 - | 2012 BU32                | 18 gennaio 2008   | CSS                  |
| 407844 - | 2012 BF33                | 5 novembre 2010   | Mt. Lemmon Survey    |
| 407845 - | 2012 BH35                | 19 dicembre 2001  | Spacewatch           |
| 407846 - | 2012 BW44                | 19 novembre 2007  | Mt. Lemmon Survey    |
| 407847 - | 2012 BT52                | 7 febbraio 2008   | Spacewatch           |
| 407848 - | 2012 BZ52                | 21 gennaio 2012   | Spacewatch           |
| 407849 - | 2012 BC54                | 12 febbraio 1999  | Spacewatch           |
| 407850 - | 2012 BL54                | 4 dicembre 2007   | CSS                  |
| 407851 - | 2012 BW54                | 5 marzo 1994      | Spacewatch           |
| 407852 - | 2012 BV55                | 12 novembre 2010  | Mt. Lemmon Survey    |
| 407853 - | 2012 BC60                | 5 ottobre 2000    | Spacewatch           |
| 407854 - | 2012 BF62                | 8 settembre 2010  | Spacewatch           |
| 407855 - | 2012 BV64                | 29 giugno 2010    | WISE                 |
| 407856 - | 2012 BS66                | 6 aprile 2008     | Mt. Lemmon Survey    |
| 407857 - | 2012 BM68                | 14 aprile 2008    | Mt. Lemmon Survey    |
| 407858 - | 2012 BN69                | 21 gennaio 2012   | Spacewatch           |
| 407859 - | 2012 BJ70                | 8 febbraio 2008   | Spacewatch           |
| 407860 - | 2012 BS70                | 27 marzo 2008     | Mt. Lemmon Survey    |
| 407861 - | 2012 BG71                | 21 gennaio 2012   | Spacewatch           |
| 407862 - | 2012 BC72                | 25 settembre 2006 | Spacewatch           |
| 407863 - | 2012 BM72                | 14 settembre 2005 | Spacewatch           |
| 407864 - | 2012 BR72                | 6 settembre 2008  | Mt. Lemmon Survey    |
| 407865 - | 2012 BX72                | 13 marzo 2007     | Spacewatch           |
| 407866 - | 2012 BJ73                | 9 novembre 1999   | LINEAR               |
| 407867 - | 2012 BH81                | 19 gennaio 2012   | Spacewatch           |
| 407868 - | 2012 BG82                | 26 ottobre 2005   | Spacewatch           |
| 407869 - | 2012 BS85                | 5 novembre 1999   | Spacewatch           |
| 407870 - | 2012 BQ86                | 16 marzo 2007     | CSS                  |
| 407871 - | 2012 BB90                | 6 dicembre 2005   | Spacewatch           |
| 407872 - | 2012 BM90                | 27 marzo 2008     | Mt. Lemmon Survey    |
| 407873 - | 2012 BM91                | 7 dicembre 2005   | Spacewatch           |
| 407874 - | 2012 BN91                | 15 gennaio 2008   | Spacewatch           |
| 407875 - | 2012 BD92                | 4 novembre 2007   | Mt. Lemmon Survey    |
| 407876 - | 2012 BL93                | 17 settembre 2010 | Mt. Lemmon Survey    |
| 407877 - | 2012 BT93                | 17 novembre 2011  | Spacewatch           |
| 407878 - | 2012 BN100               | 12 novembre 2006  | Mt. Lemmon Survey    |
| 407879 - | 2012 BD103               | 31 marzo 2009     | Mt. Lemmon Survey    |
| 407880 - | 2012 BE103               | 27 marzo 2008     | Spacewatch           |
| 407881 - | 2012 BP103               | 22 febbraio 2007  | Siding Spring Survey |
| 407882 - | 2012 BG104               | 9 novembre 1999   | Spacewatch           |
| 407883 - | 2012 BQ104               | 28 agosto 2006    | Spacewatch           |
| 407884 - | 2012 BL106               | 4 dicembre 2007   | CSS                  |
| 407885 - | 2012 BR107               | 20 novembre 2006  | Spacewatch           |
| 407886 - | 2012 BF110               | 26 gennaio 2001   | Spacewatch           |
| 407887 - | 2012 BW110               | 16 agosto 2009    | Spacewatch           |
| 407888 - | 2012 BE111               | 20 ottobre 1995   | Spacewatch           |
| 407889 - | 2012 BM111               | 17 ottobre 2010   | Mt. Lemmon Survey    |
| 407890 - | 2012 BR111               | 8 novembre 2007   | Mt. Lemmon Survey    |
| 407891 - | 2012 BA112               | 13 dicembre 2007  | LINEAR               |
| 407892 - | 2012 BM117               | 16 ottobre 2003   | Spacewatch           |
| 407893 - | 2012 BH122               | 7 febbraio 1999   | Spacewatch           |
| 407894 - | 2012 BW124               | 16 marzo 2009     | Spacewatch           |
| 407895 - | 2012 BP125               | 13 ottobre 2006   | Spacewatch           |
| 407896 - | 2012 BW125               | 11 marzo 2007     | Spacewatch           |
| 407897 - | 2012 BG127               | 11 marzo 2005     | Spacewatch           |
| 407898 - | 2012 BZ128               | 11 novembre 2007  | Mt. Lemmon Survey    |
| 407899 - | 2012 BQ136               | 20 novembre 2006  | Spacewatch           |
| 407900 - | 2012 BV136               | 30 gennaio 2008   | Mt. Lemmon Survey    |

## 407901-408000
| Nome     | Designazione provvisoria | Data di scoperta  | Scopritore        |
| -------- | ------------------------ | ----------------- | ----------------- |
| 407901 - | 2012 BN142               | 12 febbraio 2008  | Spacewatch        |
| 407902 - | 2012 BR142               | 4 dicembre 2007   | Spacewatch        |
| 407903 - | 2012 BO143               | 16 settembre 2006 | Spacewatch        |
| 407904 - | 2012 BK144               | 15 settembre 2006 | Spacewatch        |
| 407905 - | 2012 BB145               | 8 marzo 2008      | Mt. Lemmon Survey |
| 407906 - | 2012 BG145               | 2 dicembre 2010   | Mt. Lemmon Survey |
| 407907 - | 2012 BJ149               | 9 ottobre 2005    | Spacewatch        |
| 407908 - | 2012 BK149               | 29 agosto 2005    | Spacewatch        |
| 407909 - | 2012 BT150               | 13 marzo 2008     | CSS               |
| 407910 - | 2012 BU152               | 11 marzo 2007     | Spacewatch        |
| 407911 - | 2012 CF6                 | 31 gennaio 2012   | CSS               |
| 407912 - | 2012 CV6                 | 13 ottobre 2010   | Mt. Lemmon Survey |
| 407913 - | 2012 CC7                 | 21 dicembre 2006  | Spacewatch        |
| 407914 - | 2012 CC8                 | 10 dicembre 2005  | Spacewatch        |
| 407915 - | 2012 CR8                 | 2 novembre 2010   | Mt. Lemmon Survey |
| 407916 - | 2012 CA9                 | 25 dicembre 1992  | Spacewatch        |
| 407917 - | 2012 CH10                | 1º marzo 1995     | Spacewatch        |
| 407918 - | 2012 CU11                | 2 febbraio 2008   | Spacewatch        |
| 407919 - | 2012 CR12                | 30 agosto 2005    | Spacewatch        |
| 407920 - | 2012 CJ15                | 25 gennaio 2012   | Spacewatch        |
| 407921 - | 2012 CJ16                | 30 dicembre 2005  | Spacewatch        |
| 407922 - | 2012 CP18                | 13 novembre 2006  | Spacewatch        |
| 407923 - | 2012 CC19                | 3 novembre 2011   | Spacewatch        |
| 407924 - | 2012 CM24                | 27 febbraio 2008  | Mt. Lemmon Survey |
| 407925 - | 2012 CO24                | 17 settembre 2006 | Spacewatch        |
| 407926 - | 2012 CT27                | 10 dicembre 2010  | Mt. Lemmon Survey |
| 407927 - | 2012 CD28                | 13 dicembre 2006  | Mt. Lemmon Survey |
| 407928 - | 2012 CP29                | 31 marzo 2008     | Mt. Lemmon Survey |
| 407929 - | 2012 CP31                | 24 novembre 2006  | Spacewatch        |
| 407930 - | 2012 CP32                | 18 settembre 2010 | Mt. Lemmon Survey |
| 407931 - | 2012 CZ32                | 30 novembre 2005  | Spacewatch        |
| 407932 - | 2012 CC34                | 3 febbraio 2008   | Spacewatch        |
| 407933 - | 2012 CV34                | 26 gennaio 2012   | Mt. Lemmon Survey |
| 407934 - | 2012 CF37                | 14 aprile 2008    | Mt. Lemmon Survey |
| 407935 - | 2012 CY37                | 3 febbraio 2008   | Spacewatch        |
| 407936 - | 2012 CV40                | 28 dicembre 2011  | Mt. Lemmon Survey |
| 407937 - | 2012 CZ40                | 2 febbraio 2001   | Spacewatch        |
| 407938 - | 2012 CH42                | 14 novembre 2010  | Mt. Lemmon Survey |
| 407939 - | 2012 CN42                | 23 febbraio 2007  | Spacewatch        |
| 407940 - | 2012 CZ44                | 30 dicembre 2005  | Spacewatch        |
| 407941 - | 2012 CA45                | 7 marzo 2008      | Mt. Lemmon Survey |
| 407942 - | 2012 CG45                | 27 dicembre 2011  | Mt. Lemmon Survey |
| 407943 - | 2012 CE50                | 4 marzo 2008      | Mt. Lemmon Survey |
| 407944 - | 2012 CJ51                | 27 settembre 2006 | Spacewatch        |
| 407945 - | 2012 DA                  | 1º dicembre 2006  | Mt. Lemmon Survey |
| 407946 - | 2012 DF                  | 29 settembre 2005 | LONEOS            |
| 407947 - | 2012 DH                  | 1º aprile 2008    | Mt. Lemmon Survey |
| 407948 - | 2012 DF5                 | 8 febbraio 2008   | Spacewatch        |
| 407949 - | 2012 DJ5                 | 21 gennaio 2012   | Spacewatch        |
| 407950 - | 2012 DM6                 | 23 novembre 2003  | Spacewatch        |
| 407951 - | 2012 DU6                 | 27 agosto 2009    | Spacewatch        |
| 407952 - | 2012 DC8                 | 20 settembre 2007 | Spacewatch        |
| 407953 - | 2012 DC9                 | 27 marzo 2008     | Mt. Lemmon Survey |
| 407954 - | 2012 DQ9                 | 27 gennaio 2007   | Mt. Lemmon Survey |
| 407955 - | 2012 DB10                | 14 ottobre 2010   | Mt. Lemmon Survey |
| 407956 - | 2012 DM12                | 10 febbraio 2008  | Mt. Lemmon Survey |
| 407957 - | 2012 DF15                | 28 ottobre 2010   | CSS               |
| 407958 - | 2012 DP17                | 13 marzo 2007     | Spacewatch        |
| 407959 - | 2012 DQ18                | 19 gennaio 2012   | Spacewatch        |
| 407960 - | 2012 DA20                | 28 gennaio 2006   | CSS               |
| 407961 - | 2012 DR21                | 24 marzo 2003     | Spacewatch        |
| 407962 - | 2012 DO22                | 10 aprile 2002    | LINEAR            |
| 407963 - | 2012 DV23                | 15 dicembre 2006  | Spacewatch        |
| 407964 - | 2012 DX23                | 26 marzo 2007     | Spacewatch        |
| 407965 - | 2012 DH24                | 30 settembre 2009 | Mt. Lemmon Survey |
| 407966 - | 2012 DO25                | 5 marzo 2008      | Mt. Lemmon Survey |
| 407967 - | 2012 DT29                | 18 marzo 2004     | Spacewatch        |
| 407968 - | 2012 DJ33                | 21 febbraio 2012  | Spacewatch        |
| 407969 - | 2012 DY35                | 24 ottobre 2003   | LINEAR            |
| 407970 - | 2012 DK37                | 23 settembre 2009 | Mt. Lemmon Survey |
| 407971 - | 2012 DH39                | 18 settembre 2003 | Spacewatch        |
| 407972 - | 2012 DP40                | 26 settembre 2009 | Spacewatch        |
| 407973 - | 2012 DV40                | 17 gennaio 2007   | Spacewatch        |
| 407974 - | 2012 DO43                | 5 marzo 2006      | Spacewatch        |
| 407975 - | 2012 DS43                | 29 agosto 2009    | Spacewatch        |
| 407976 - | 2012 DB45                | 15 agosto 2009    | Spacewatch        |
| 407977 - | 2012 DV47                | 25 ottobre 2005   | Mt. Lemmon Survey |
| 407978 - | 2012 DW47                | 10 marzo 2007     | Mt. Lemmon Survey |
| 407979 - | 2012 DW48                | 16 novembre 2006  | Spacewatch        |
| 407980 - | 2012 DT49                | 30 ottobre 2009   | Mt. Lemmon Survey |
| 407981 - | 2012 DT52                | 20 settembre 1995 | Spacewatch        |
| 407982 - | 2012 DV53                | 21 settembre 2008 | CSS               |
| 407983 - | 2012 DL55                | 18 ottobre 1995   | Spacewatch        |
| 407984 - | 2012 DB60                | 18 agosto 2009    | Spacewatch        |
| 407985 - | 2012 DG60                | 25 aprile 2007    | Mt. Lemmon Survey |
| 407986 - | 2012 DA65                | 30 dicembre 2005  | Spacewatch        |
| 407987 - | 2012 DH65                | 26 marzo 2003     | Spacewatch        |
| 407988 - | 2012 DH70                | 16 novembre 2010  | Mt. Lemmon Survey |
| 407989 - | 2012 DO70                | 17 novembre 2006  | Spacewatch        |
| 407990 - | 2012 DW70                | 20 aprile 2007    | Spacewatch        |
| 407991 - | 2012 DU71                | 2 dicembre 2005   | Spacewatch        |
| 407992 - | 2012 DS72                | 25 febbraio 2012  | Mt. Lemmon Survey |
| 407993 - | 2012 DA75                | 25 febbraio 2007  | Mt. Lemmon Survey |
| 407994 - | 2012 DZ76                | 6 gennaio 2006    | Spacewatch        |
| 407995 - | 2012 DX77                | 2 marzo 2006      | CSS               |
| 407996 - | 2012 DG78                | 10 ottobre 2010   | Spacewatch        |
| 407997 - | 2012 DS78                | 15 settembre 2010 | Mt. Lemmon Survey |
| 407998 - | 2012 DK80                | 20 agosto 2009    | Spacewatch        |
| 407999 - | 2012 DP82                | 25 febbraio 2006  | Mt. Lemmon Survey |
| 408000 - | 2012 DJ83                | 9 aprile 2003     | Spacewatch        |